# Julius von Raatz-Brockmann
Julius von Raatz-Brockmann (Hamburg (Boques de l'Elba), 29 d'abril, 1870 - Perleberg (estat de Brandenburg), 7 de desembre, 1944), va ser un cantant de concert (baríton) i professor de cant alemany.

## Biografia
Raatz-Brockmann va estudiar inicialment dret a Bonn i Innsbruck, però després va començar la formació de cant, que el va portar a Berlín i Milà. Tot i que de tant en tant va sortir a l'escenari (per exemple el 1905 al "Dessau Court Theatre" en el paper principal a Hans Heiling de Heinrich Marschner), va tenir els seus majors èxits a la sala de concerts -com a solista d'oratoris i música sacra, com a cantant de cançons i balades i sobretot com a intèrpret de Bach. També va tenir èxits significatius fora d'Alemanya: a Viena (1912), a Copenhaguen (1922), a Torí i Oslo (1923), en una gira per Holanda (1923), a Zuric (1923), a Riga i Reval (1925), a Basilea (1925) i a Estocolm i Göteborg (1925–26). A finals de la dècada de 1920 va quedar cec.
A partir de 1907 va viure a Berlín, on també va treballar com a professor de cant molt sol·licitat. El 1923 va ser nomenat professor al Col·legi Acadèmic de Música de Berlín-Charlottenburg. Entre els seus alumnes hi havia Leonor Engelhard, Emmy Hagemann, Rolf Heide, Jan Heytekker, Otto Hopf, Paul Kötter, Konstanze Nettesheim, Hans Hermann Nissen, Paula Salomon-Lindberg, Arno Schellenberg, Else Schürhoff, Frithjof Sentpaul i Henny Wolff.

## Enregistraments
- Records at Anker (Berlín 1910) i Odeon (Berlín 1910, balades de Loewe i 1913, fragments de "Winterreise") de Schubert.